# Louis Marischal
Louis Gilles Marischal (Antwerpen, 10 februari 1928 – Parijs, 1999) was een Belgisch componist, dirigent arrangeur en violist.

## Levensloop
Marischal studeerde van 1946 tot 1949 aan het Koninklijk Vlaams Conservatorium Antwerpen bij Jozef Van Poppel (viool), Geeraard Dyckhoff (kamermuziek) en Emiel Verrees (harmonie). Verder studeerde hij in de koor- en orkestklas van Lodewijk De Vocht en bij Rudolf Roels (letterkunde). Vervolgens studeerde hij aan het Koninklijk Conservatorium in Brussel en behaalde aldaar eerste prijzen voor contrapunt en fuga.
Als gastdirigent dirigeerde hij meerdere malen het BBC Philharmonic in Londen en het Symphonieorchester des Bayerischen Rundfunks in München, maar ook het BRT-Filharmonisch Orkest in Brussel.
Als componist was hij zowel op het klassieke gebied alsook bij de filmmuziek succesrijk. In 1970 kreeg hij voor zijn Drie symfonische overwegingen een speciale vermelding op de Internationale Compositiewedstrijd in Venetië, in Parijs werd hij met de Medaille de Vermeil door de Société d'Encouragement au Progrès bekroond. Zijn werk is veelzijdig en reikt van de symfonische muziek, muziek voor blaasorkesten over filmmuziek tot de kamermuziek.

## Composities

### Werken voor orkest
- 1970 Mouvement brillant, voor fagot en orkest
- 1970 Drie symfonische overwegingen - Trois Refléxions Symphonique
  1. Werklijkheid
  2. Filosofie
  3. Hoop
- 1971 Promenade, voor hoorn en strijkorkest
- 1972 Concert, voor harp en kamerorkest
- 1974 Fantasie concertante, voor klarinet en orkest
- Concert, voor dwarsfluit, harp en orkest
- Concert, voor viool en orkest, op. 13 
  1. Allegro moderato
  2. Allegretto
  3. Allegro con brio
- Concert op motieven van George Gershwin, voor viool en orkest
- Concertino nr. 1 (Rhapsodie in love), voor piano en orkest
- Douze émotions sonores, voor orkest
- Drie stukken, voor harp en kamerorkest
- Feest in Vlaanderen
- L'Histoire de Jean Sans Peur, symfonisch gedicht
- Quatre caprices, voor orkest

### Werken voor harmonie- of fanfareorkest of brassband
- 1970 Musique Stéréophonique, voor 14 blaasinstrumenten en slagwerk, op. 15 
  1. Allegro
  2. Adagio
  3. Allegro vivace
- 1985 Back Bunny, voor harmonie- of fanfareorkest, of brassband
- 1986 Quatre visages de l'Ouest, voor harmonieorkest, op. 18
  1. Farmer’s Sunday
  2. Stranger in Town
  3. Square dance
  4. The Devil’s Ride
- Au Centre de la terre, voor harmonieorkest
- Aouda
- Colonel Henry, voor brassband
- Etranger dans la Ville
- Grand écran, voor harmonieorkest, op. 59
- Hommage à Clara Schumann et Robert Schumann
- Kus-kus polka
- La Chevauchée Diabolique
- La Danse des gnômes verts
- Le Dimanche des Fermiers
- Le Nautilus du Capitaine Nemo
- Le Voyage à la lune
- Les aventures du bout du monde de Jules Verne, évocation musicale voor groot harmonieorkest
- L'Isle Mystérieuse
- Marche cosmique
- Michel Strogoff - Ses Aventures et ses Amours
- Ouverture
- Ouverture vers la joie, voor harmonieorkest, op. 60
- Passepartout
- Phileas Fogg
- Sicilienne
- Square Dance

### Werken voor bigband
- Concert, voor klarinet en bigband 
  1. Moderato
  2. Largo
  3. Allegro

### Muziektheater

#### Opera's
| Voltooid in | titel             | aktes | première | libretto       |
| ----------- | ----------------- | ----- | -------- | -------------- |
| 1985        | Pluterdag, op. 37 |       |          | Paul van Herck |
|             | Maria Vetsera     |       |          |                |

### Vocale muziek

#### Liederen
- 1957 De boerinnekes dans, voor zangstemmen en ensemble
- 1959 La Bise bise polka, voor zangstem en ensemble - tekst: Jean Darlier
- 3 poèmes de Louis Parrot, voor zangstem en piano
- Levensvreugde (6 Kinderliederen), voor zangstem en piano
- Mijn Land, voor zangstem en piano

### Kamermuziek
- 1959 Les filles de mon village
- 1964 Quand tu pars slow-rock (samen met: Guy Douvrin)
- 1964 Un jour passé sans toi, boléro-rock (samen met: Guy Douvrin)
- 1970 Petite musique champêtre, voor blaaskwintet 
  1. Le réveil
  2. Le labeur
  3. Distractions
  4. Chant du soir et coucher du soleil
- 1970 Suite divertissante, voor strijkers en piano 
  1. Prélude
  2. Contredanse
  3. Promenade
  4. Fête villageoise
- 1971 Introduction et mascarade, voor trompet in C en piano
- 1971 Pour le plaisir, voor saxofoonkwartet
  1. Pour commencer
  2. Pour rire
  3. Pour méditer
  4. Pour finir
- Mouvement brillant, voor fagot en piano
- Sonate Romantique, voor dwarsfluit en harp
- Sonate, voor altviool en piano, op. 52
- Strijkkwartet, op. 33
- Suite Romantique, voor klarinettenkoor
- 140 petits exercices et études tirès de la Méthode populaire, voor 1 of 2 piccolo's

### Werken voor harp
- 1970 Petite Caprice
- 4 Schetsen, voor vijf harpen
- Harpophonie en Quatre, voor drie harpen

### Werken voor slagwerk
- 1971 Quatre Études de concert, voor slagwerkensemble

### Filmmuziek
- 1967 Le Treizième Caprice
- 1970 Le sixième sens